# Pjaozero
Pjazero (rusky Пяозеро), je jezero v Karelské republice v severozápadním Rusku v tektonické kotlině v nadmořské výšce přibližně 110 m. Má rozlohu 659 km². Jezero dosahuje maximální hloubky 49 m.

## Pobřeží
Pobřeží je členité s množstvím zálivů. Na jezeře jsou ostrovy o celkové rozloze 186 km².

## Vodní režim
Jezero se nachází v povodí řeky Kovdy.

## Využití
Jezero je od roku 1966 součástí Topo-pjaozerké přehrady na řece Kumě.